# Егорьевское (Ярославская область)
Егорьевское — деревня в Угличском районе Ярославской области России. 
В рамках организации местного самоуправления входит в Отрадновское сельское поселение, в рамках административно-территориального устройства относится к Ниноровскому сельскому округу.

## География
Расположена на берегу реки Ерга в 8 км на север от центра поселения посёлка Отрадный и в 11 км на север от райцентра города Углича.

## История
Кирпичная двухэтажная церковь иконы Божией Матери Казанская построена в 1771 году на средства помещика Епифана Стефановича Скрипицына. На первом этаже размещался Казанский престол, на втором этаже — престол великомученика Георгия. В том же 1771 году на другом берегу реки на Никольском погосте была построена приписная церковь Святителя и Чудотворца Николая. 
В конце XIX — начале XX века село являлось центром Егорьевской волости Мышкинского уезда Ярославской губернии.
С 1929 года село входило в состав Ниноровского сельсовета Угличского района, с 2005 года — в составе Отрадновского сельского поселения.

## Население
| 1859 | 2002 | 2007 | 2010 |
| ---- | ---- | ---- | ---- |
| 168  | ↘50  | ↘48  | ↘45  |

## Достопримечательности
В селе расположена недействующая Церковь Казанской иконы Божией Матери (1771).